# Monique Covét
Monique Covét (ur. 14 lipca 1976 w Budapeszcie) – węgierska aktorka występująca w filmach pornograficznych, w latach 1998-2001 była gwiazdą kilku produkcji Private Media Group, w tym Private Lust Treasures 7 (2002). Występowała także pod pseudonimami artystycznymi jako Monika Cancellieri, Monica Cairns, Monica Spermalover, Monica Tanner i Monika Sander.

## Życiorys
Urodzona w Budapeszcie, uczęszczała do szkoły handlowej. Zacząła pracować jako modelka, gdy miała 16 lat. W wieku 18 lat podczas pobytu w Paryżu, jej agent polecił ją na sesję castingową Private Media, gdzie na sesji porno poznała francuskiego reżysera i producenta Pierre’a Woodmana i wystąpiła w Private Video Magazine 21 (1994). Wkrótce Mario Salieri zaangażował ją do swojej produkcji Cronaca Nera 3: La clinica della vergogna (1994) z Anitą Blond i Anitą Dark, a także Confessioni Proibite di Dalila (1995). 
W 1995 była obsadzona w realizacjach Clark Entertainment: Car Fashion, Sixpack, O sole mio, Open Games i Infusion. Wystąpiła także w filmie Rocco Siffrediego Nigdy nie mów nigdy do Rocco (Mai dire mai a Rocco Siffredi, 1995) i produkcji Saschy Alexandra Scandal (1996) z Davidem Perrym. W filmie Plush Entertainment Dirty Stories 4 (1996) wzięła udział w scenie podwójnej penetracji z Christophem Clarkiem, Jean-Yvesem Le Castelem i Markiem Davisem. Wystąpiła w scenie w chłodni w reżyserii Kovi’ego u boku Franca Roccaforte, Steve’a Holmesa, Anity Paris i Michelle Wild w filmie Private Pirate Deluxe 14: Splendor piekła (Pirate Video Deluxe 14: The Splendor Of Hell, 2001), który został uhonorowany nagrodą honorową AVN Award jako jeden z 500 najlepszych filmów dla dorosłych.
W 2005 podczas jazdy konnej, spadła z konia i doznała poważnych obrażeń, zakończonych dwuletnią terapią. Jej zainteresowania i działania obejmują nurkowanie i historię kultury starożytnego Egiptu. Covét określa siebie jako osobę biseksualną. W 2015 ukończyła z dyplomem szkołę projektowania mody na Accademia del Lusso w Rzymie. Mieszka na przemian na Węgrzech, we Włoszech i Irlandii.

## Nagrody i nominacje
| Rok  | Nagroda                                         | Kategoria                                                          |
| ---- | ----------------------------------------------- | ------------------------------------------------------------------ |
| 1998 | Pirate Award                                    | Dziewczyna roku                                                    |
| 2000 | Venus Award                                     | Najlepsza aktorka wschodnioeuropejska                              |
| 2001 | Venus Award                                     | Najlepsza aktorka europejska                                       |
| 2001 | Zeus Award (Szwajcaria)                         | Całokształt twórczości                                             |
| 2002 | Sexhajón dij                                    |                                                                    |
| 2002 | Venus Award                                     | Najlepsza wschodnioeuropejska aktorka erotyczna (z Ritą Faltoyano) |
| 2004 | Venus Award                                     | Jury Actress Award Berlin Erotic Film Festival                     |
| 2004 | Brussels Erotic Film Festival European X Awards | Całokształt twórczości                                             |
| 2004 | Najseksowniejsza aktorka porno                  |                                                                    |
| 2005 | Pornó Oszkár                                    | Całokształt twórczości                                             |
| 2005 | EroticLine Award                                | Nagroda za całokształt twórczości                                  |
| 2006 | Hardest sex award                               | Nagroda za całokształt twórczości                                  |
| 2006 | EroticLine Award                                | Nagroda za całokształt twórczości                                  |